# Marcos Tébar
Marcos Tébar Ramiro (Madrid, España, 7 de febrero de 1986) es un futbolista español juega de centrocampista y actualmente juega con los veteranos del Real Madrid.

## Trayectoria
Sus primeros pasos con un balón en los pies fueron jugando al fútbol sala en el equipo Europa. A los 9 años empezó a jugar en la escuela de fútbol AFE. Fue fichado por el Real Madrid después de ganar el Campeonato de España de fútbol 7 de selecciones autonómicas. Pasó por todas las categorías de la cantera blanca desde infantiles hasta el primer equipo. 
Fue internacional con España desde la sub-15 a la sub-19, jugando un Mundial y un Europeo sub-17.
A los 16 años, debutó con el primer equipo del Real Madrid en un triangular en La Cartuja, contra el Sevilla.
Estuvo cedido en el Rayo Vallecano durante media temporada y volvió al Real Madrid Castilla, equipo en el que estuvo 4 temporadas alternando Segunda B y Segunda División. Debutó con el primer equipo del Real Madrid en competición oficial, en la Liga BBVA en la jornada 38 del campeonato de Primera División 2008/09 ante Osasuna en El Sadar.
Hizo la pretemporada con el primer equipo blanco a los órdenes de Pellegrini y, tras 4 meses de vuelta en el Castilla, en el invierno de 2010 fue cedido al Girona FC hasta final de campaña.
Estuvo en la pretemporada de Los Ángeles durante el verano de 2010 a las órdenes de Jose Mourinho con el Real Madrid C. F. y el 13 de agosto se hizo oficial su fichaje por tres temporadas por el Girona FC, con el que llegó a jugar el Playoff de ascenso a Primera División.
El 9 de julio de 2013 Marcos ficha por la Unión Deportiva Almería, jugando 32 partidos en Primera División. El 9 de junio de 2014 rescinde su contrato con dicho equipo y ficha por el Brentford Football Club de la Championship inglesa, equipo en el que está durante año y medio.
Después de su paso por Inglaterra, vuelve a España y juega en el UE Llagostera y en el Reus CF en Segunda División. Termina su carrera jugando durante 3 temporadas en la liga India en el Delhi Dynamos y el Pune City.
Actualmente juega con los veteranos del Real Madrid.

## Clubes
| Club                       | País       | Año       |
| -------------------------- | ---------- | --------- |
| Rayo Vallecano             | España     | 2005-2006 |
| Real Madrid Castilla       | España     | 2006-2010 |
| Girona FC                  | España     | 2010-2013 |
| Unión Deportiva Almería    | España     | 2013-2014 |
| Brentford FC               | Inglaterra | 2014-2015 |
| Unió Esportiva Llagostera  | España     | 2016      |
| Delhi Dynamos FC           | India      | 2016      |
| CF Reus Deportiu           | España     | 2017      |
| Football Club of Pune City | India      | 2017-2018 |
| Delhi Dynamos FC           | India      | 2018-2021 |